# Marumba quercus
Marumba quercus (Molia sfinx a stejarului) este o specie de molie din familia Sphingidae. Este întâlnită în Europa de Sud, America de Nord, Orientul Apropiat și Mesopotamia.

## Descriere
Anvergura este de 85–125 mm. Femela este puțin mai mare decât masculul.
Larvele au ca principală sursă de hrană specii de Quercus, în principal specii cu frunze uscate stejarul de plută și Quercus ilex.

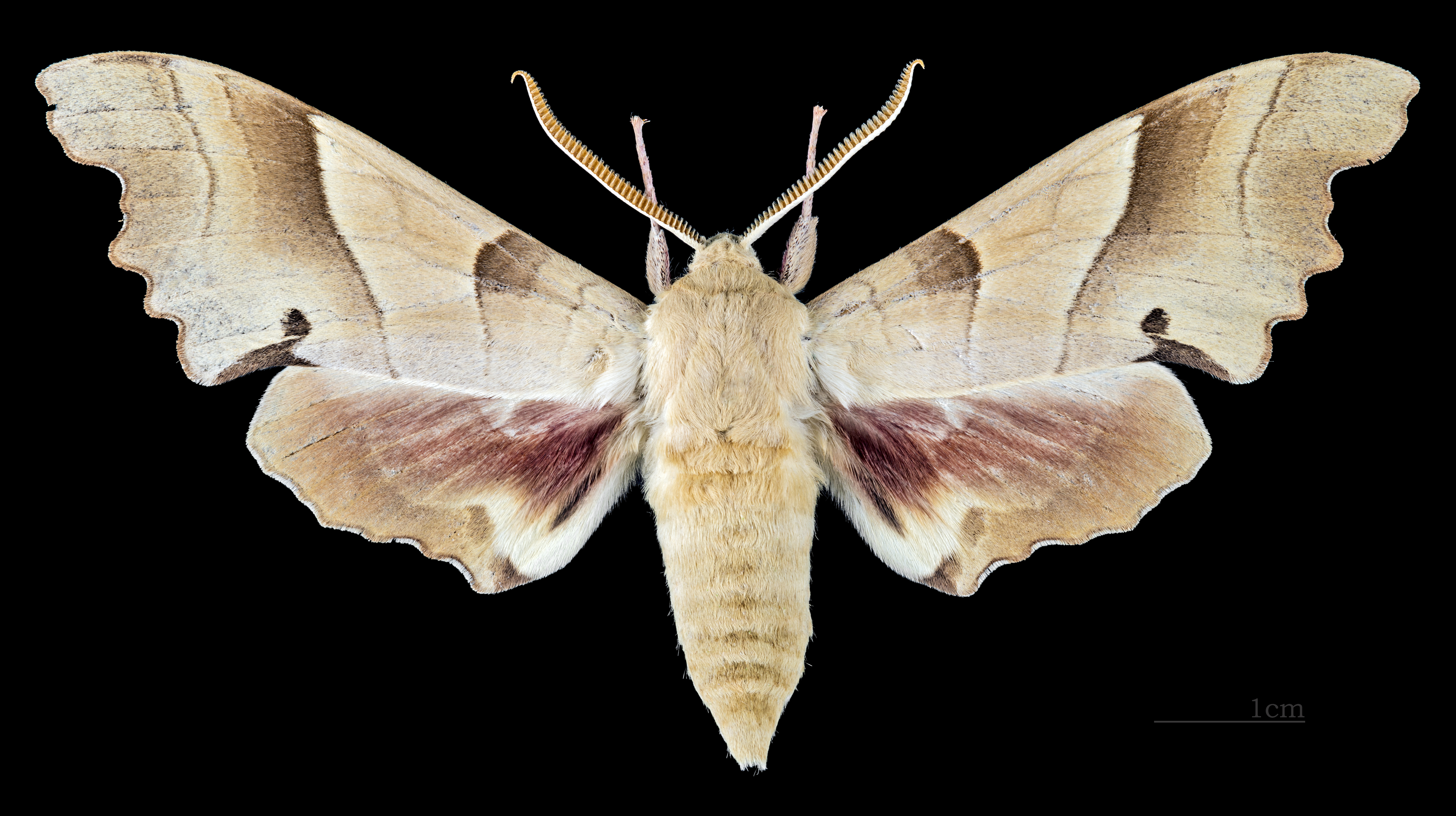
♂
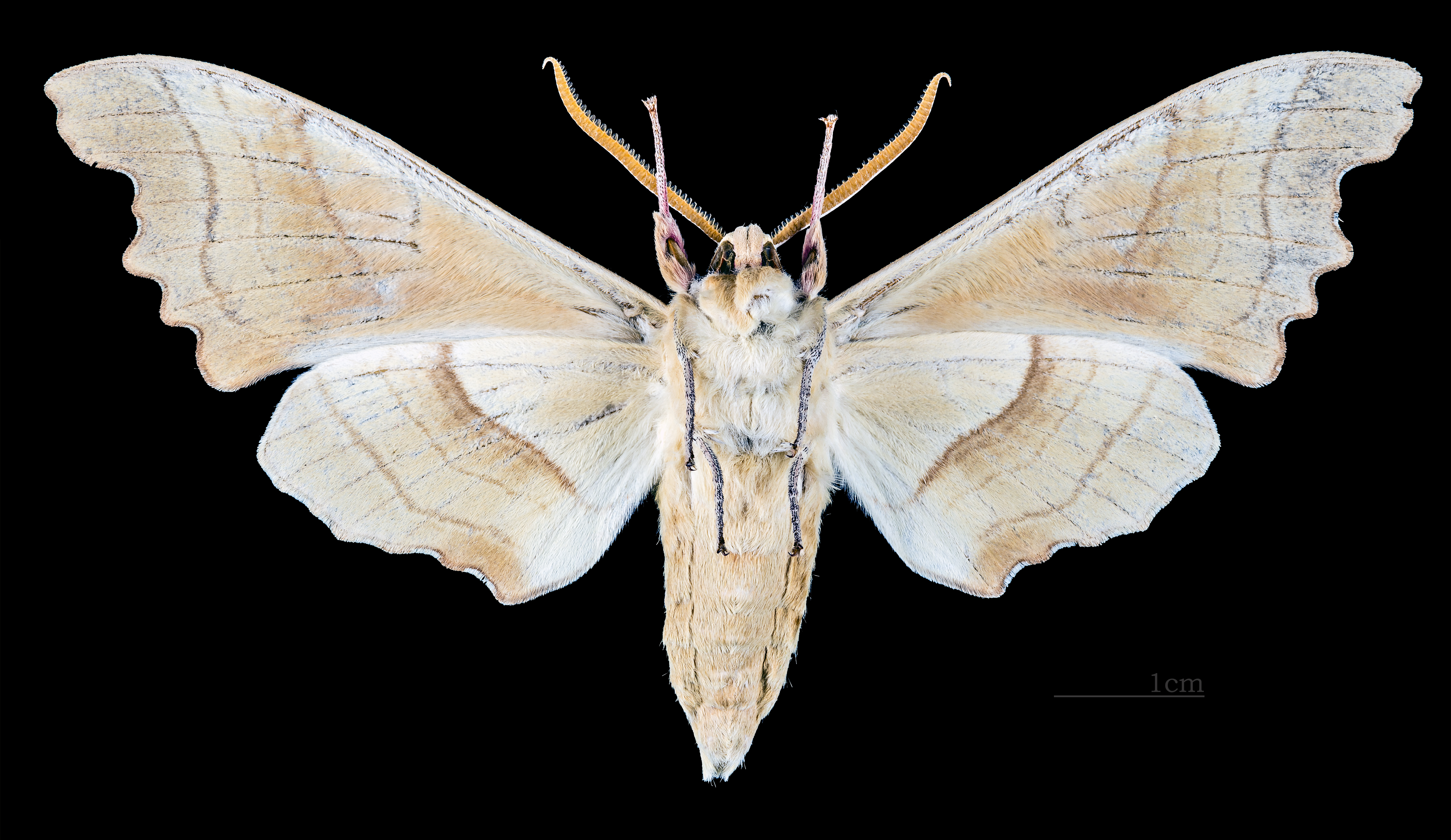
♂ △
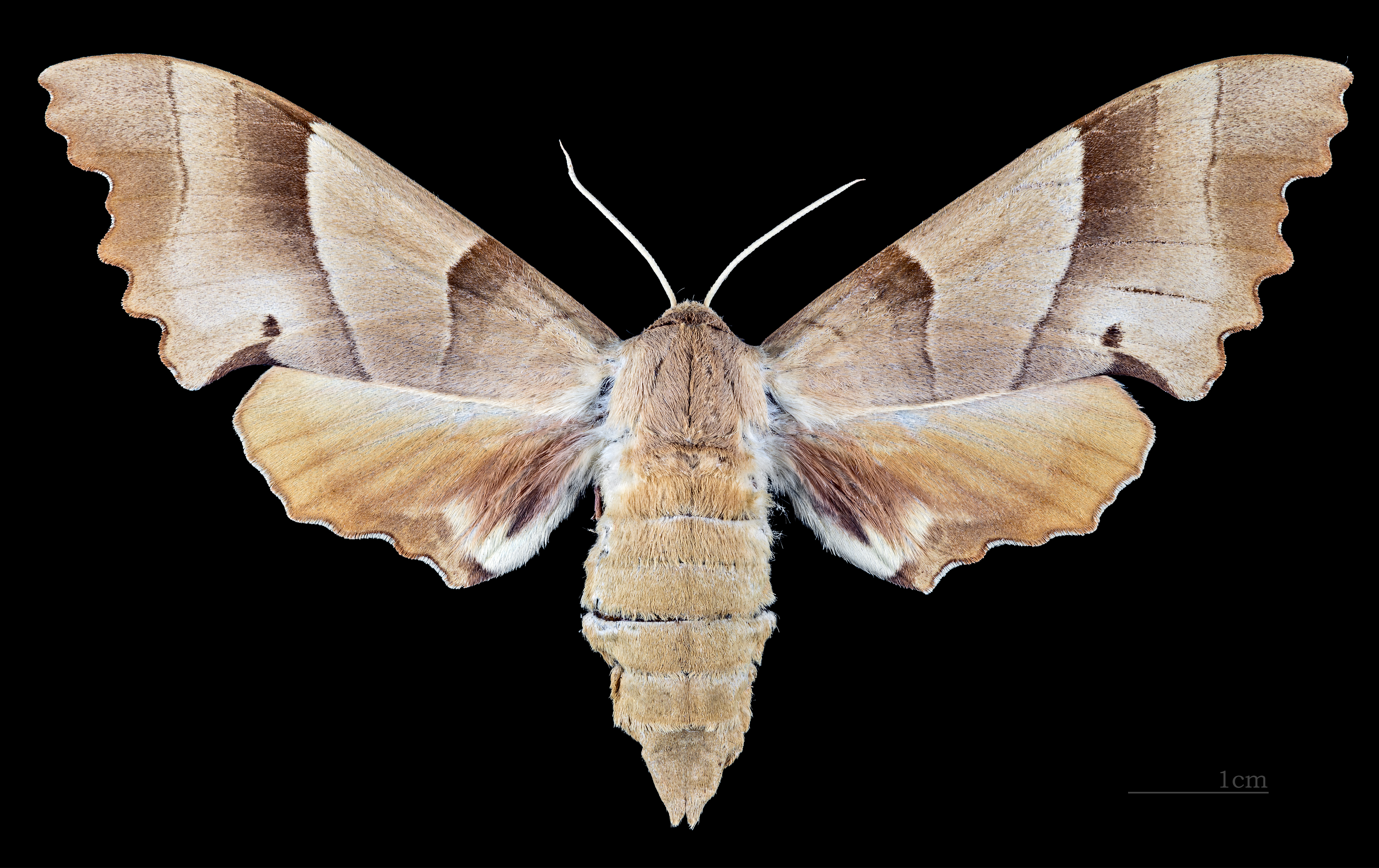
♀
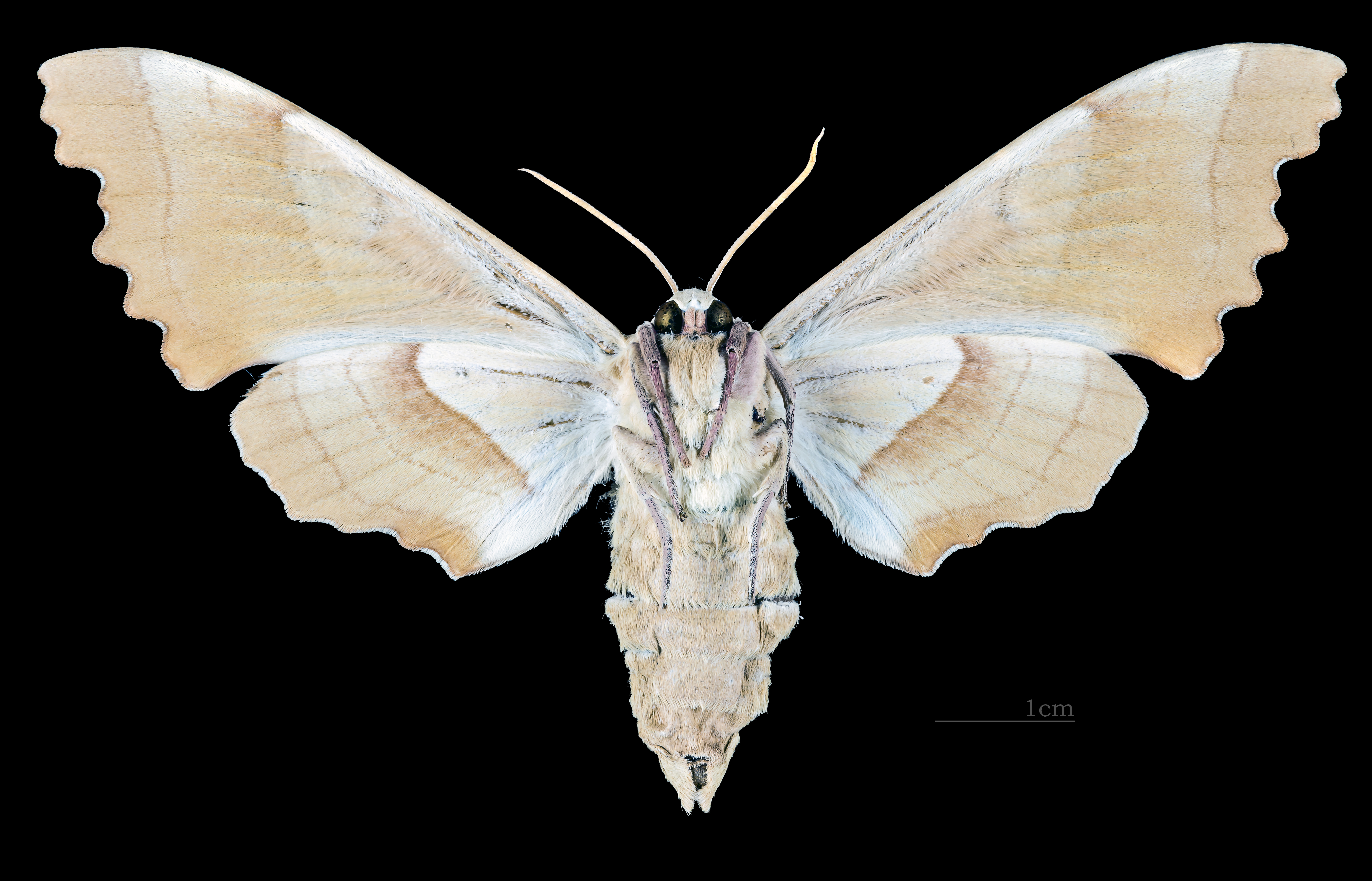
♀ △

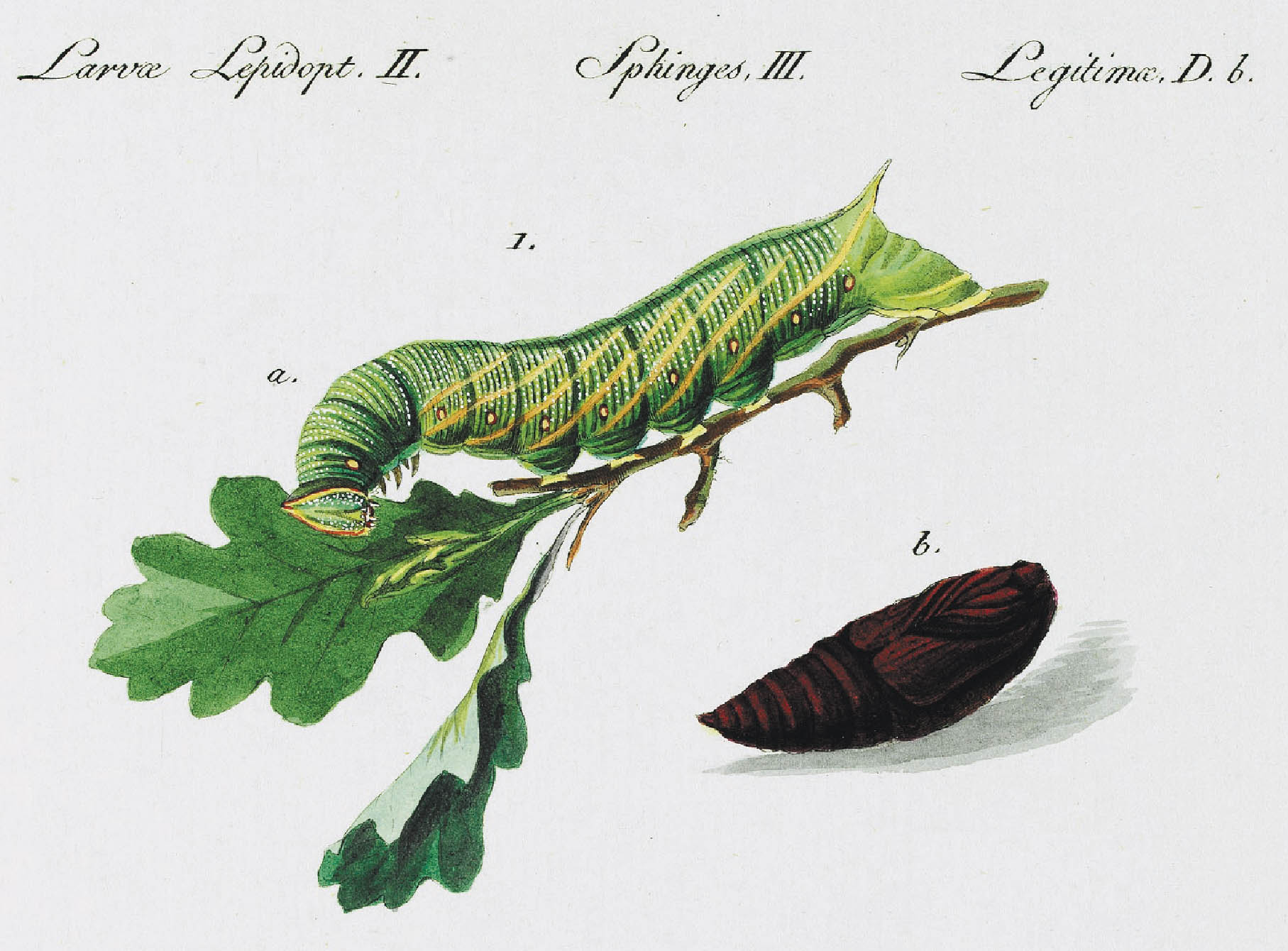
Omidă şi pupă
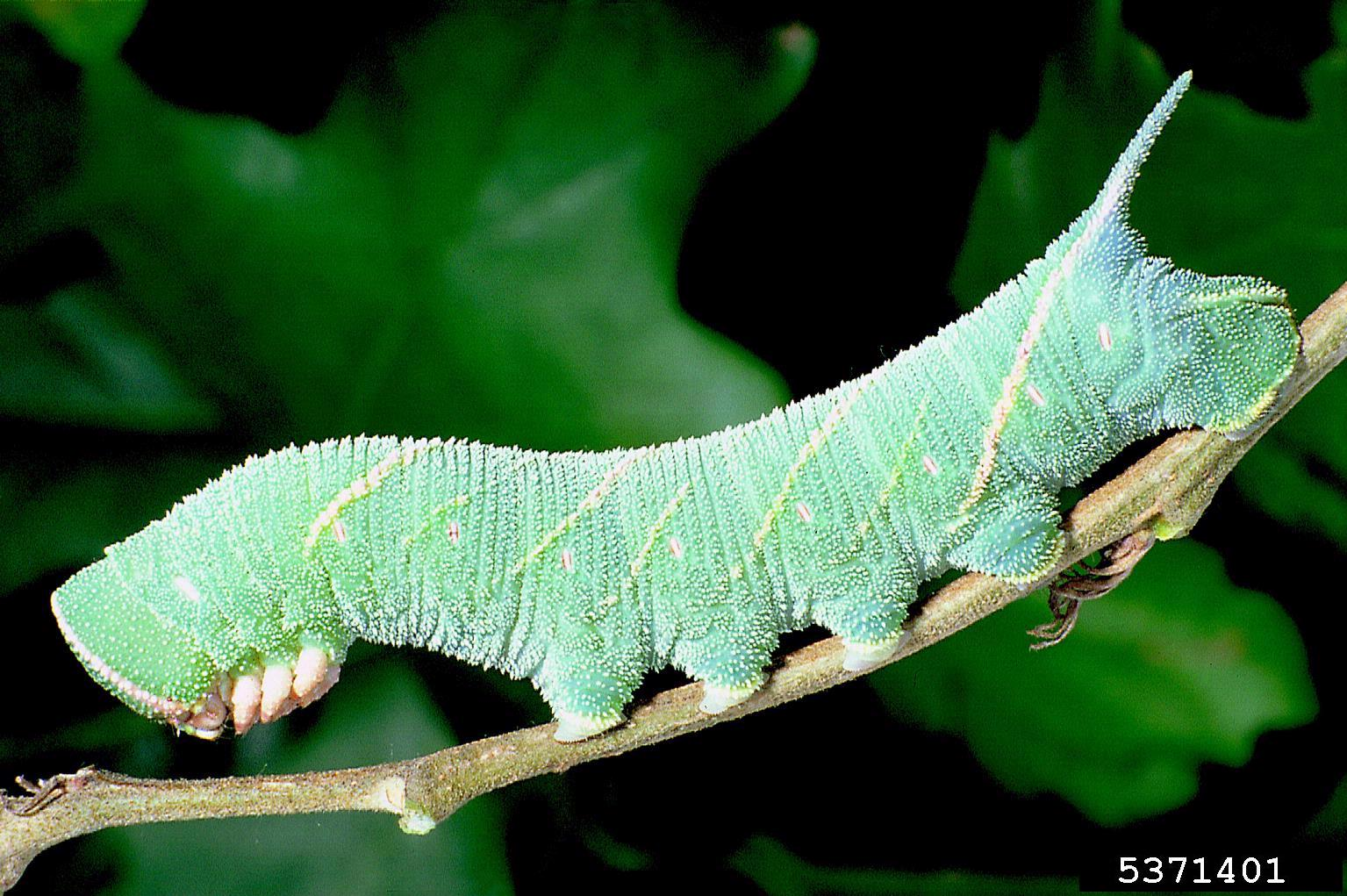
Omidă
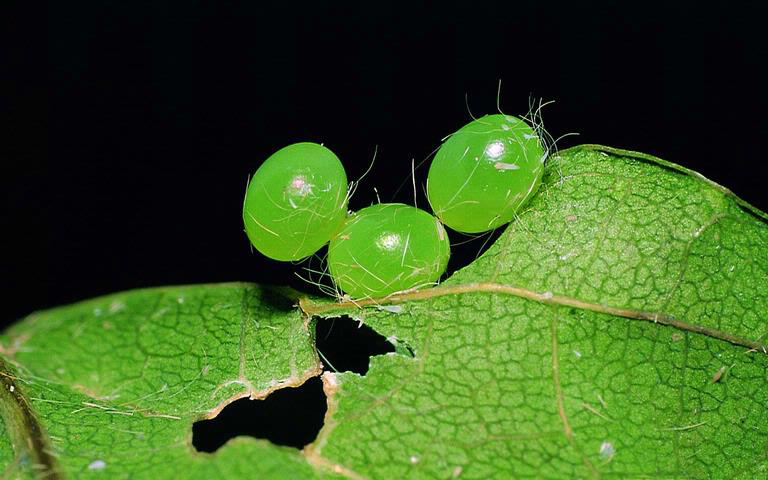
Ouă